# 怪物くん
- 藤子不二雄（連載） > 藤子不二雄Ⓐ > 怪物くん

『怪物くん』（かいぶつくん）は、藤子不二雄（1988年の独立後は藤子不二雄Ⓐ）名義で発表された日本のギャグ漫画作品。1965年の初出時から安孫子素雄の単独執筆作品。
1968年にはモノクロテレビアニメが、1980年にはカラーテレビアニメが放送を開始し、1981年と1982年には新作アニメ映画作品が公開された。2010年には連続テレビドラマが、2011年には実写映画が公開された。

## 概要
人間界へやって来た怪物ランドの王子・怪物くんとそのお供であるドラキュラ、オオカミ男、フランケンが巻き起こす騒動を描くモンスターギャグ漫画である。彼ら以外にも数々の気の良い怪物達が登場する。時に登場する冷徹な敵役との戦闘描写など、アクションシーンも豊富である。
1965年2月号 - 1969年5月号まで、少年画報社の『少年画報』にて連載。そして1967年6月 - 1969年5月に『週刊少年キング』でも連載。さらに1980年 - 1982年までの間リバイバル版が小学館の『月刊コロコロコミック』、『学年誌』、『てれびくん』などで連載。
作者によると「お供の3匹のデフォルメ化は簡単だったが、主人公である怪物くんの顔は締め切りギリギリまで決まらなかったため『少年画報』での新連載予告は「後ろ姿の怪物くんと、それを見て恐れおののくお供の3匹」というものであった。第1回目のネーム、大まかな下書きと主人公の顔のイメージは自ら手掛けたが、ペン入れの大半はしのだひでおが行った」という。
安孫子は「当時、ぼく映画大好きでね。特にアメリカ映画で、フランケンシュタイン、狼男、ドラキュラの怪奇映画など怪物映画があったんでね。これを手下にして怪物ランドの王子がでたらおもしろいんじゃないかと」と、青春時代に見ていたという怪物映画シリーズからインスピレーションを受けたと語っている。主人公の『怪物くん』の顔は、「ちょうど姪が小さくて女の子だけど活発で、女の子なのに半ズボン履いてかけずり回っていたんですよ。おもしろいなと思って半ズボン履かせたんですよね」と語っている。

## 登場キャラクター
怪物くん
主人公。本名：怪物 太郎。怪物ばかりが住んでいる「怪物ランド」を総べる怪物王家の皇太子。王位継承にあたっての修業として人間界を訪れ、そこで出会ったヒロシと半ば強引に友人となる。お供の3匹からは「坊ちゃん」と呼ばれている。
普通の小柄な少年に見えるが、手足を自由に伸ばし、様々な顔や姿に変身するなど、多くの超能力を持つ。最大の武器は念力で起こす爆発だが、念力を使わなくても腕っ節自体も強い。ただし雷が苦手で、雷鳴を聞いただけですくんでしまい何も出来なくなる。常に帽子をかぶっており、寝ている時にも外さない。常識外れでプライドが高く、短気でわがままな性格。一方で情に厚く、ヒロシには強い友情を抱いている。
ヒロシ姉弟が住むアパートの部屋の隣室を借りるが部屋には冷蔵庫しかなく、その中は怪物屋敷の厨房へと繋がる通路になっている。
市川 ヒロシ
怪物くんの友達の小学生。両親は既に亡くなっており、屋敷の近所にあるアパートに会社勤めをしている姉の歌子と2人で住んでいる。弱虫で冴えないが、気がよい。いつも余裕綽綽。
ドラキュラ
怪物くんのお供の一人。由緒正しい一族の出身という経歴を買われ、主に怪物くんのしつけと学問教育を担当する。黒いシルクハットとマント、モーニングコートを普段着としている。潔癖でプライドが高い。「怪物魔物学」の学者でもあり、特に怪物や妖怪には詳しい。吸血鬼だが吸血行為を禁じられており、代りにトマトジュースを飲んでいる。ニンニクと十字架と日光に弱く、人間界では昼は地下室の棺桶で眠り、夜起きて散歩に繰り出すという生活を送っている。一人称は「あたし」で、語尾に「～ザマス」、「～ザンス」をつけて話す。
オオカミ男
怪物くんのお供の一人。怪物ランドでは著名な料理人で、怪物屋敷の食卓や家事を担っている。普段は坊主頭で小太りの中年男性にしか見えないが、満月や丸い物を見ると狼に変身する。ただし単なる丸い物の場合、中途半端な変身となる。狼特有の鋭い嗅覚と素早い動作から繰り出される牙と爪が武器だが、狼に変身しないと力を発揮できず、変身前はほぼ人間並みの能力しか持たない。気さくで人がよく、世話好き。一人称は「あっし」で、語尾に「～ガンス」をつけて話す。
フランケン
怪物くんのお供の一人。フランケンシュタイン博士の作った人造人間（フランケンシュタインズ・クリーチャー）である。大柄で強面だが、のんびり屋で心優しく泣き虫。頭は弱いが、怪力と手先の器用さを生かし、主に屋敷の手入れや買い物の荷物持ちを担当する。青いコートに赤と黄色の縞模様のシャツを着た姿。怪物くんのボディーガードも兼ねる。ドイツ語で「空腹」を意味する「フンガー」以外はしゃべらないが、怪物同士では話が通じている。
怪物大王
怪物くんの父親で怪物ランドの最高権力者。文字通り怪物そのものの巨大な体格と怖い顔で、怪物くんも恐れる絶対的存在だが、根は公明正大な心の持ち主であり、怪物たちからは厚く敬われている。怪物平和戦争を終結させ、その後も長らく自由と平和を守っている。近年では、宇宙怪獣による地球侵略を防ぐため尽力している。
怪子ちゃん
本名：怪子姫。怪物くんのガールフレンドでお妃候補。怪物ランドの一級貴族であるゴーリキ公爵家の一人娘。金髪ショートヘアの美少女だが、怒ると髪の毛を自由自在に伸ばして振り乱し、どんな重いものでも絡め取る。

## 年代と掲載誌
漫画『怪物くん』は、執筆年代と掲載誌により以下の種類に分類されている。

### 少年画報版
『少年画報』1965年2月号 - 1969年5月号に連載された作品。月刊誌のため、1話あたりのページ数が多いのが特徴。主な作品は以下の通り（特記のない限り単行本収録時の副題）。
1965年
- 怪物くんたちのきた夜
- 怪物アルバイトはいろいろあらあな
- ベラボー怪星人

1966年
- アラビア魔術団きたる
- 怪物むすこ三人組
- アフリカ珍道中
- ハニワくんと大怪神

1967年
- 空とぶタコくん
- 宇宙怪獣を襲撃せよ
- おれのきらいな電獣エレキドン

1968年
- ゴールドフンガー
- 奇々怪々の怪子ちゃん
- 怪物ランドがもうひとつ……!!

### 少年キング版
『週刊少年キング』1967年6月4日号 - 1969年5月4日号に連載された作品。主な作品は以下の通り（特記のない限り単行本収録時の副題）。
1967年
- エネルギー怪獣ウラニドン
- 軟獣フニャラがおこった
- 人形の家
- ほんとに恐竜はいるのかい?

1968年
- 鳥の味方だコンドル魔神
- 地底よいとこ一度はおいで
- 秀才怪物アタマデン
- ペット怪獣ゴロニャーン

1969年
- ぼくのペットにゃ牙がある
- 怪物くんひとり旅

### レコード版
1968年に作られた音楽レコード（ソノシート）のジャケット冊子等に掲載された漫画作品。その一部は下記の通り。
- 怪物グランプリ
- 怪物スターフランケン
- 悪魔の鏡
- ハイキング
- 空のさん歩

### 少年キング読切版
1972年に『週刊少年キング』に読切で掲載された2作品。掲載時の題名と副題は以下の通り。
新・怪物くん「帰ってきた怪物くんとやく病怪物ドブネズラの巻」
1969年掲載の最終回（#キング版最終回を参照）の数年後を描いた続編。ヒロシは中学生になり、ねえさんは結婚している。1989年に藤子不二雄ランド21巻に収録（単行本初収録）。
怪物くんのムリヘンへの道
怪物大王が怪物オリンピックを開催するという内容。2002年に冒頭部が加筆修正され、藤子不二雄Ⓐランド4巻に「怪物ランドのオリンピック」の副題で収録（単行本初収録。詳細は「藤子不二雄ランド#FFランドとAランドの収録作品の違い」を参照）。

### 1980年代版
カラー版テレビアニメの放送にあわせて下記の雑誌に連載された作品。各話によって「再録（1960年代の過去作品を再掲載）」「リライト（過去作品を描き直して掲載）」「完全新作」の3種類が存在する。「リライト」には、線をそのままなぞったもの（トレース）、コマの形を変えずに絵だけ描き直したもの、大筋の他はすべて新しい構成で描き直したもの（短縮する場合が多い）などの様々なパターンがある。
掲載誌
- 月刊コロコロコミック：1980年4月号 - 1982年12月号
- てれびくん：1980年10月号 - 1982年5月号
- 小学二年生：1980年6月号 - 1982年7月号（1981年8月号以降は「田中道明」「原作/藤子不二雄」名義[10]）
- 小学三年生：1981年2月号 - 1982年8月号
- 小学四年生：1981年2月号 - 1982年9月号
- 小学五年生：1980年6月号 - 1982年10月号

主な新作
- 怪物カメラマン カイシャーン（『てれびくん』）
- 赤面怪物ハズカシラー（『小学三年生』）

### 2011年版
2011年に『映画怪物くん オフィシャルブック』に掲載された下記の1作品。4色カラー、6頁。
- 怪物ランドへご招待

## 最終回
1969年3月 - 4月と、1982年7月 - 11月に、テレビアニメと漫画で様々なパターンの最終回が放送・発売された。全ての作品で「怪物くんたちが怪物ランドに帰る」という点は共通しているが、帰るまでの展開はそれぞれ別の切り口で描かれている（以下で詳述）。各作品が発表された順番は以下の通り。
1969年
- 3月23日：テレビアニメ第1作版
- 4月上旬：少年画報版
- 4月下旬：少年キング版

1982年
- 7月31日：小学五年生版（少年キング版のリライト）
- 9月28日：テレビアニメ第2作版
- 11月15日：コロコロコミック版（少年画報版のリライト）

### テレビアニメ第1作版最終回
1969年3月23日に、テレビアニメ第1作の最終回が放送された。漫画の最終回が描かれる前に制作が開始され、シナリオは作者の安孫子が自ら監修した。安孫子は内容にこだわり、シナリオになかなかOKを出さなかったという。
Aパート「ヒロシよさらばの巻」では、怪物ランドに帰ることを告げないままヒロシを怪物屋敷に招待した怪物くんたちが、ドンチャン騒ぎで最後の一夜を過ごす。Bパート「怪物くんの戴冠式の巻」では怪物ランドに戻ってからの様子が描かれている。Bパートの大筋は後述の少年画報版と同じだが、「禁断の地に怪物三人組も同行する」「ヒロシが戴冠式に招待される」「新たな大王となった怪物くんを一同で胴上げするシーンで物語が締め括られる」等の点が異なる。

### 少年画報版最終回
1969年4月上旬に漫画が『少年画報』に掲載された。初出時の副題は「さらば! 怪物くんよ」。4色カラーの扉の後はモノクロページで物語が進行し、末尾3ページが4色カラーとなる異例の演出が行われた。安孫子は後年「編集部に無理を言ってカラーにしてもらった」と語っている。全29頁。
あらすじ
怪物くんはヒロシに別れを告げられず、屋敷に書き置きだけを残し怪物ランドへと帰る。父の怪物大王から大王位を譲る話と、怪子姫との婚約を告げられる。父の命により、禁断の地である「幻の花園」へ婚約発表パーティで使う花を摘みに来る怪物くん。そこには怪物くんの母の姿があった。怪物ランドには「王子が生まれた場合、妃はすぐに離れなくてはならず、彼が王位を正式に継承するまで別れて暮らす」という掟があったのである。
コロコロコミックでのリライト
1982年11月発売の『月刊コロコロコミック』12月号に、「さらば怪物くんよの巻」の副題で少年画報版のリライト作品が掲載された。物語の筋とコマ運びは同じだが、絵がほぼ全頁にわたって描き直されている。初出時には4色カラーだった扉と末尾3頁は、モノクロ（濃淡のない黒1色）でリライトされた。最終コマのアラマ荘の窓は腰高窓から掃き出し窓に変更され、ヒロシとねえさんは全身が描かれた。
単行本収録
1982年発行のてんとう虫コミックス13巻に「さらば怪物くんよ」の副題でコロコロ版が収録された。
1989年発行の藤子不二雄ランド21巻に「もう一つの さらば! 怪物くんよ」の副題で、扉はコロコロ版が、2頁目以降は少年画報版が収録された（末尾の3頁は『少年画報』で4色カラーだったものをそのまま灰色濃淡のあるモノクロで印刷）。
2023年発行の『藤子不二雄ⒶメモリアルBOX』に少年画報版が収録された（扉と末尾の3頁も4色カラー）。

### 少年キング版最終回
1969年4月下旬に漫画が『週刊少年キング』に掲載された。初出時の副題は「さらば 怪物くんよ!」。全15頁。
あらすじ
カメラマン怪物「カメラ魔」に人間界の様子を事細かく撮らせる怪物くん。ヒロシは怪物くんが怪物ランドへ帰るのではと心配する。怪物くんはヒロシとねえさんにアルバムを見せた際に帽子を常に被っている理由を打ち明けるが、帽子の下を見たいとねだるヒロシと喧嘩してしまう。その晩、悪夢を見たヒロシはトイレの前で怪物くんと対面。怪物くんがついに帽子を取って見せると、その下はカッパ頭。ヒロシは謝罪し、笑顔で部屋に戻る。一人残った怪物くんは禿頭状のヘルメットを取って一瞬だけ頭を晒した後、怪物ランドへと帰っていく。
『小学五年生』でのリライト
1982年7月31日に発売された『小学五年生』9月号に「さらば怪物くんよの巻」の副題で少年キング版のリライト作品が掲載された。頁数の変更はなし。『小学五年生』での連載の最終回は翌10月号別冊掲載の「怪物議員候補者はだれだ……のまき」。
単行本収録
1989年発行の藤子不二雄ランド21巻に「さらば怪物くんよ」の副題で少年キング版が収録された。小学五年生版は単行本未収録。

### テレビアニメ第2作版最終回
1982年9月28日に、テレビアニメ第2作の最終回が放送された。副題は「さようなら怪物くん」で、少年キング版と少年画報版の物語を一つに組み合わせた内容。翌週は映画『デーモンの剣』が放送された。

## 単行本
1987年以前に発行された単行本の著者名は「藤子不二雄」。1988年以降は「藤子不二雄Ⓐ」。

### 紙書籍
- 『怪物くん』少年画報社〈キングコミックス〉全10巻（絶版） - 少年画報版、少年キング版を収録。
- 『新 怪物くん』双葉社〈パワァコミックス〉全3巻（絶版） - キングコミックスに収録されなかった少年画報版、少年キング版を収録。
- 『怪物くん』小学館〈てんとう虫コミックス〉全13巻（絶版） - 1980年度版（過去のリライト作を含む）を中心に少年画報版、少年キング版も収録。
- 『怪物くん』小学館〈カラーコミックス〉全3巻（絶版） - 1980年度版を収録。
- 『映画まんが怪物くん 怪物ランドへの招待』小学館〈カラーコミックス〉全1巻（絶版）
- 『怪物くん デーモンの剣』小学館〈カラーコミックス〉全1巻（絶版）
- 『新編集 怪物くん』中央公論社〈藤子不二雄ランド〉全21巻（絶版） - 少年画報版、少年キング版、1980年度版を収録。リライト版ではなく、できるだけ初出版を収録する編集方針。
- 『怪物くん』中央公論社〈愛蔵版〉全2巻（絶版）
- 『新編集 怪物くん』ブッキング〈藤子不二雄Ⓐランド〉全21巻 - 藤子不二雄ランドを復刊。一部の収録話や内容が異なる（詳細はFFランドとAランドの収録作品の違いを参照）。
- 『怪物くん』小学館〈ぴっかぴかコミックス〉（絶版） - カラー作品と未収録作品を中心に収録。
  1. 2005年4月発行 ISBN 409148171X
  2. 2005年6月1日発行 ISBN 4091481728
  3. 2005年7月1日発行 ISBN 4091481736
- 小学館〈ぴっかぴかコミックススペシャル〉（絶版）
  - 『怪物くん 怪物ランドへの招待』ISBN 4091480543 - 上記のカラーコミックスの復刻。追加の情報頁あり。
  - 『怪物くん デーモンの剣』ISBN 978 4091480576 - 上記のカラーコミックスの復刻。追加の情報頁あり。
- 『怪物くん ベスト・セレクション 友情篇』小学館〈ビッグコミックスペシャル〉
- 『怪物くん ベスト・セレクション 奮闘篇』小学館〈ビッグコミックスペシャル〉

### 電子書籍
- 『怪物くん』小学館〈藤子不二雄Ⓐデジタルセレクション〉全21巻 - 藤子不二雄Ⓐランドを底本とした電子書籍。一部の巻には巻末特別付録としてデジタル複製原画が収録されている。

## スピンオフ作品
プリンスデモキン
デモキンを主人公とした漫画。学習研究社の問題集『トップラーン』の別冊付録として平成3年4月号から平成12年3月号まで連載。平成11年4月号以降は再録となっている。
単行本は全2巻が平成5年2月20日に刊行され、後に小学館編集の「藤子不二雄Ⓐデジタルセレクション」で電子書籍化された。

## 映像化作品

### アニメ
2度テレビアニメ化されており、1968年放送開始版はモノクロ、1980年放送開始版はカラーで製作された。それぞれの劇場版も公開されている。
モノクロ版テレビアニメ

1968年4月21日から1969年3月23日にかけて、15分2話構成で全48回96話をTBS系で放送。制作は東京ムービー・スタジオ・ゼロ・TBS、監督を大隅正秋が務めた。
1969年3月18日公開の『東映まんがまつり』内では、劇場版としてブローアップ再編集版が上映された。
カラー版テレビアニメ

1980年9月2日から1982年9月28日にかけて、15分2話構成で全94回188話をテレビ朝日系で放送。制作はテレビ朝日・シンエイ動画、演出を福富博が務めた。
カラー版アニメ映画

劇場版『ドラえもん』の併映作品として、『怪物くん 怪物ランドへの招待』（1981年3月14日公開）と『怪物くん デーモンの剣』（1982年3月13日公開）の2本の劇場版が上映されている。

### 実写
テレビドラマ

2010年4月17日から6月12日、日本テレビの土曜ドラマ枠で放送。主演は大野智。撮影にシネマ風エフェクトを用いている。ハイビジョン制作。地上アナログ放送では同作品より16：9レターボックス映像で放送。
また、2011年10月15日には映画版に先駆けて新作のスペシャル版が放送された。
実写映画

2011年11月26日より上映。上記の日本テレビ版テレビドラマの3D映画版で、テレビドラマ版の続きであり、大野智ら、キャストも同じである。

## パチンコ
- CR怪物くん（大一商会） - 2005年
- ぱちんこCR怪物くん デーモンの剣（奥村遊機） - 2015年

## パロディ
- 藤子不二雄の藤本弘による単独執筆作品『ドラえもん』のエピソード「怪物くんぼうし」（初出は『小学一年生』1982年2月号）では、ひみつ道具として怪物くんぼうしが登場する。本作の怪物くんがかぶっている帽子と同じデザインの帽子であり、かぶった者の体がゴムのようになり、手足が伸びる効果がある。
- 漫画『怪物王女』の主要登場人物の設定が『怪物くん』のパロディである。単行本15巻では藤子Ⓐが帯にコメントを寄せている。なお、カラーアニメ版『怪物くん』や劇場版『怪物くん』の監督を務めた福富博（改名後は福冨博）は『怪物王女』がテレビアニメ化された際にもスタッフとして参加し絵コンテを担当している。
- テレビアニメ『錬金3級 まじかる?ぽか〜ん』の主要登場人物の設定が『怪物くん』のパロディである。
- NHK『みんなのうた』で紹介された「ドラキュラのうた」（作詞：小黒恵子、作曲：クニ河内、初放送：1975年）では、テレビ用のアニメーションの中で、オオカミ男、ドラキュラ、フランケンに似せたキャラクターが登場している。
- 桜玉吉作『しあわせのかたち』にて怪物くんならぬ乾物くんというパロディが2本掲載された。
- アニメ版『美少女戦士セーラームーン』の第20話にも、お供3人組にそっくりなキャラクターが出ていた（ドラキュラの女主人、オオカミ男のコック、フランケンのベルボーイ）。声は阿部道子（ドラキュラ）、小林通孝（オオカミ男）、平野正人（フランケン）の3人声優。
- 漫画『珍遊記』に出てくる登場人物の名前が「ガンス」「ザーマス」「フンガー」と、怪物三人組の語尾をもじったパロディとなっている。もう一人の登場人物は「カイカイ」で、これも主題歌のパロディである。
- 『アニマル横町』の原作とアニメの両方で、ウサギのイヨが顔面の前で両手をシャカシャカ動かして、別人の顔になるシーンがあるが、怪物くんの特技の百面相のパロディである。
- カラー版主題歌の出だしの台詞のパロディが、テレビアニメ『らき☆すた』と『生徒会の一存』の第1話で使われた。詳細はユカイツーカイ怪物くん#アニメ版出だしの台詞を参照。
- 漫画『ケロロ軍曹』第12巻ではケロロ小隊の面々が、それぞれ怪物くん（ケロロ軍曹）、オオカミ男（ギロロ伍長）、フランケン（クルル曹長）に扮している。
- 特撮テレビドラマ『魔法戦隊マジレンジャー』の序盤での地底冥府インフェルシアの三幹部のモチーフがフランケン、吸血鬼(ドラキュラ)、オオカミ男となっている。
- 特撮テレビドラマ『手裏剣戦隊ニンニンジャー』の西洋三大妖怪がお供3人組と同じ組み合わせで、西洋妖怪オオカミオトコは、デザインモチーフに包丁が取り入れられている。
- アダルトゲーム『ちょこっと☆ばんぱいあ!』の主要登場人物の設定が『怪物くん』のパロディとなっている。
- 漫画『帰ッテキタせぇるすまん』の第6話「怪物貸します」のお客様である宇土泰造の容姿等がフランケンのパロディで、『笑ゥせぇるすまんNEW』でこの話を原作とした第6話で同時放映されていたBパート「今夜も最高」のお客様であるドラキュラじみた昼夜逆転生活を送る大学生の名前の語呂合わせがドラキュラのパロディである。
- アニメ版『スナックワールド』第22話「ギンギンの銀の弾丸イグニッション」の写真のイラストが怪物くん・ドラキュラ・オオカミ男・フランケンのような4人組が描かれていた。
- NHK連続テレビ小説『なつぞら』の121話に「バケモノくん」と本作をモデルにしたポスターが登場している。